# 2019冠状病毒病对日本广播电影电视的影响
本列表介绍2019冠状病毒病疫情对日本广播电影电视造成的影响及相关报道。

## 电影
東宝
- 2020年2月27日，宣布原定於28日上映的《電影島次郎 島次郎與飛天船》及3月6日上映的《多啦A夢：大雄之新恐龍》延期上映[1]。3月19日，宣布《多啦A夢：大雄之新恐龍》延期至8月7日上映，3DCG動畫電影《STAND BY ME 哆啦A夢 2》因而延期上映（檔期重叠，押後上映）[2]。
- 4月3日，決定《名偵探柯南：緋色的彈丸》、《蠟筆小新：激戰！塗鴉王國和四位勇士》、《線》 、《信用欺詐師JP 公主篇》4部作品延期上映[3]。
- 4月12日，宣布原定於5月15日上映的《別對映像研出手！》延期上映[4]。
- 5月13日，宣布原定於7月10日上映的《剧场版 宝可梦 皮卡丘和可可的冒险》延期上映[5]。
- 6月8日，上映延期的《名偵探柯南：緋色的彈丸》宣布，檔期押後1年，改至2021年4月上映[6]。

Walt Disney Japan
- 2020年3月2日，宣布原定於3月13日上映的《½的魔法》及4月17日上映《花木蘭》延期上映[7][8][9]。
- 3月18日，宣布原定於5月1日上映的《黑寡婦》延期上映[10]，4月16日宣布定於11月6日上映[11]。

松竹
- 原定於2020年3月6日上映的《劇場版 超人TAIGA New Generation Climax》、4月24日上映的《劇場版 紫羅蘭永恆花園》、6月19日上映的《騙繪牙》延期上映[8][12][13][14]。

日活
- 2020年5月4日，宣布原定於5月15日上映的《星期三消失》延期上映[15]。6月5日，宣布改至6月19日上映[16]。

東映
- 2020年3月14日，宣布原定於3月20日上映的《光之美少女 Miracle Leap 與大家不可思議的一天》延期上映[17][18]。及後宣布，原定的上映日3月20日改為5月16日，4月27日又宣布進一步延期。7月10日，宣布定於10月31日上映，《電影 Healin' Good 光之美少女》因此延至2021年上映[19]。
- 4月8日，宣布原定於24日上映的東映漫畫祭2020作品延期上映[20]。

Sony Pictures Entertainment
- 3月3日，宣布原定於2020年3月27日上映的《小婦人》延期至初夏上映[21]。

東和Pictures
- 2020年3月6日，宣布原定於3月27日上映的《超音鼠大電影》延期上映[22]。6月1日宣布，定於6月26日上映[23]。

Aniplex
- 原定於2020年3月28日上映的《Fate/stay night［Heaven's Feel］III.spring song[[[Wikipedia:格式手册/链接#章節|錨點失效]]]》延期至4月25日上映[24]，之後變為無期限延期[25]。

Tokyo Theatres
- 2020年5月13日，宣布原定於6月26日上映的《麵包超人 Fuwafuwa Fuwari與雲之國》延期上映[26]。

其他
- 2020年4月7日，原定於5月1日上映的《劇場版 秘密×戰士 幻影甜心！》宣布延期上映[27]。
- 2020年4月9日，原定於5月8日上映的《Happy-Go-Lucky Days》宣布延期上映[28]。
- 山田洋次執導作品《電影之神》原定於2020年3月開拍，但原計劃與菅田将暉共同主演的志村健感染新冠肺炎，放棄出演。志村病情未有好轉，3月29日於都内的醫院去世[29]。
- 4月17日，制作方khara及發行方東宝、東映宣布，原定於6月27日上映的庵野秀明執導作品《新世紀福音戰士新劇場版：終》延期上映[30]。
- 同日，原定於6月5日上映的電影《想哭的我戴上了貓的面具》製作委員会宣布，作品延期上映[31]。及後決定，放棄戲院上映，發行由東宝改為Netflix，在網上播出[32]。

運營Aeon Cinema的AEON ENTERTAINMENT決定，暫時關閉公司位於集體感染地區附近的9間戲院（北海道江別市、北見市，千葉縣市川市，愛知縣名古屋市（綠区、西区、港区），大阪府守口市、四條畷市、茨木市），並宣布原定於3月6日開業的Aeon Cinema座間（神奈川縣座間市）延期開業。
運營影城等的戲院公司亦有採取應對措施，如原則上隔座賣票，取消夜間電影，對身體不舒服而去不了戲院的人退票等。

## 廣播

### 一般節目
- 日本電視台宣布，《news every.》於2020年2月20日起，《Zoom in!!Saturday》於2月22日起暫停安排小童在My Studio前廣場演出[36][37][38]。
- NHK於2月25日播出的音樂節目《歌Con》取消對外公開，改為在NHK大阪Hall閉門直播[39][40]。同日公布「新型冠狀病毒感染擴大防止對策」，應對期間中，2月26日起NHK實施的活動取消或延期，《NHK揚聲歌唱》及《與媽媽一起Family Concert》等同期收錄的公開節目取消、延期或改為閉門收錄[41]，NHK攝影棚公園、NHK放送博物館、埼玉縣川口市的NHK Archives亦決定閉館[42][43]。2月25日時宣布應對期間暫定於3月15日結束，之後按情況再做判断；3月6日宣布應對期間延至31日[44]，3月24日宣布應對期間延至4月12日，4月7日又因應緊急事態宣言，宣布應對期間延至5月10日，4月27日又宣布延至5月31日。期間受東京奧運及殘奧延期影響，東京放送中心改建工程調整準備作業日程，NHK攝影棚公園提前宣布5月11日關閉[45]，算上前身的《見学路線》《NHK展示廣場》時代，54年半的歷史就此落下帷幕。《連續電視小說 歡呼》及《NHK大河劇 麒麟來了》因此於4月1日起無限期停拍。在東京放送中心及大阪放送局，5月25日前均未讓藝人等非NHK職員（即主播、報道記者等）的出演者進入局内攝影棚，錄製節目或進行直播[46][47]。受此影響，廣播第1頻率的《Radirer!》4月12日21時起由直播改為重播[48]，《歌Con》亦於4月14日至6月2日暫停直播，改為播放總集篇「特別篇"我們有歌!"」[註 1]。《GATTEN》除負責主持的小野文惠主播外，所有出演者改為遙距出演。4月20日起，《NHK新聞 早安日本》、《NHK7點新聞》、《九點看新聞》等新聞節目引入輪換主播制，將出演者降至最低[註 2]；5月26日起，在做好防疫前提下，這類應對措施逐漸放寬。而除新聞等部分節目外，緊急事態宣言解除前均不會外出錄製節目、取景或安排直播。5月15日，NHK宣布，上述無限期暫停拍攝的《歡呼》於6月22日所在星期，《麒麟來了》於6月7日後暫停播出[49]。電視台表示，過去有因重大新聞、自然災害、播出安排等原因，短期停播連續電視小說及大河劇，但長時間停播還是第一次，具体停播多久尚未決定。為填補空白，前者於6月29日起從第1話開始重播，後者於14日、21日、28日及7月12日，改為播出《等待「麒麟來了」 戰国大河劇名場面特集》[50][註 3]。
- 2月24日，日本電視台宣布，演藝節目《笑点》在後樂園Hall的公開收錄暫時取消[51]。各民放機構陸續暫時取消公開收錄及節目旁觀，包括日本電視台《Hirunandesu!》、TBS電視台《HIRUOBI!》、富士電視台《VS嵐》、朝日電視台《MUSIC STATION》、東京電視台《開運鑑定團》等[52][53][54]。
- 3月6日，神奈川電視台（tvk）宣布，取消原定於3月29日舉行及播出的開台50周年紀念節目《tvk music hour 2020》[55]。
- 3月30日起，各電視台的直播資訊節目、Wide Show等多種節目要求出演者之間隔開2米以上[56][57][58]，各節目的出演者改為視訊直播或遠隔工作形式參與[59][60]，亦有節目減少收錄，選擇將播出過的內容重新編排後再次播出[61][62]。
- TBS電視台宣布，暫停原定於4月4日至19日進行的電視劇、綜藝節目取景及攝影棚收錄，並決定原定於4日直播的《全明星感謝祭2020春》及春季開播的電視劇、綜藝節目[註 4]延期播出[63][64]。
- 4月12日，朝日電視台宣布，《報道Station》的主要播音員富川悠太主播確診新冠肺炎[65][66]。與富川主播共同出演的德永有美主播等人因懷疑有密切接觸，13日起暫停出場。由於除富川主播外，亦有其他節目員工報稱身體不適，電視台要求所有員工在家避免外出，並緊急召集其他節目的員工播出節目，由小木逸平等主播代替原有人員主持[67]。4月27日起，德勇主播等人逐漸恢復出演，在家避免外出的員工亦陸續返回工作。6月4日起，富川主播重新主持節目[68]。回歸当天，富川主播在節目開始時表示，「此前一直呼籲防疫的節目，卻有包括我在內的5人確診，在此再次向大家致歉」，低頭致歉。他在節目中介紹自己從發病前至確診的經歷，同時播放自己住院時拍攝的錄影，並用VTR說明感染擴散至節目員工的過程[註 5]。富川主播回歸後，暫定星期四、五，與森川夕貴主播共同在攝影棚擔任主要主播，星期一 - 三則作為場外主播，在現場採訪[註 6]。
- 4月18日，主持TBS電台《玉結》的自由主播赤江珠緒宣布確診COVID-19。赤江主播的丈夫是前述《報道Station》的總導演，此前已經確診。赤江確診後，朝日電視台表示會「盡力支援赤江珠緒，以及她在本公司工作的家人早日康復」，期間由原本於星期五主持節目的TBS主播外山惠理代替赤江主持[69]。
- 4月20日至5月8日，NHK鳥取放送局的工作日早間電視新聞及電台新聞，改為播放廣島放送局版本。此前一名20多歲男性導播確診COVID-19，由於密切接触者較多，製作人手出現缺口[70]。工作日晚間的縣域電視新聞節目《Iro☆dori》改用其他出演者播放。
- 因主持人石田純一確診等原因，《石田純一的星期日高爾夫》（東京電視台）節目於2020年6月28日後停播[71]。
- 在FM東京「Blue Ocean」擔任總主持的自由主播住吉美紀出現肺炎症狀，懷疑感染，4月20日起由其他人暫代主持[72]。22日，病毒檢測陽性，確診[73]。
- 由於日本乃至世界範圍內不少活動取消及延期舉行，CS電視台（特別是運動等專業電視台）的節目制作遇到較大困難[74]。

### 動畫
- 2020年2月15日，電視動畫《A3! SEASON SPRING & SUMMER》宣布，受疫情等各種因素影響，第4話起延期播出[75][76]。
- 2月17日，電視動畫《科學超電磁砲T》宣布，因新冠肺炎影響，無法完成制作，第7話延期播出[77]。之後的第8話、第9話改為重播過去制作的OVA，連續2周延期[78]，原定於4月24日播出的第13話同樣延期，改為重播第12話[79]。原定於5月8日播出的第14話亦相同，改為重播第13話[80]。原定於5月29日播出的第16話，則延至7月24日播放[81]。
- 2月28日，原定於4月開播的電視動畫《魔王學院的不適任者～史上最強的魔王始祖，轉生就讀子孫們的學校～》因新冠肺炎大幅影響制作日程，決定延至7月開播[82]。
- 3月2日，原定於4月開播的電視動畫《月歌。》第2期宣布，延至7月開播[83][84]。
- 3月9日，原定於4月開播的電視動畫《Re:從零開始的異世界生活》第2期宣布，因制作日程出現延遲，延至7月開播[85]。原定於4月開播的《卡片鬥爭!! 先導者外傳 -if-》亦宣布，因制作日程出現延遲，延至4月25日開播[86]。
- 3月11日，在TOKYO MX等播出的動畫《number24》宣布，因新冠肺炎影響，無法完成制作，第11話及第12話延期播出[87]。
- 4月4日，在富士電視台等播出的電視動畫《海螺小姐》配音無限期暫停[88]。5月10日宣布，5月17日起暫停播放新作，暫時改為重播[89]。
- 4月6日，在日本電視台等播出的電視動畫《去吧！麵包超人》配音暫停[90]。
- 4月7日，原定於9日起在TBS等播出的電視動畫《果然我的青春戀愛喜劇搞錯了。完》宣布延期播出[91][註 7][92][93]
- 4月7日，原定於9日開播的電視動畫《No Guns Life》第2期宣布延期播出[94]。
- 4月10日，原定於25日起在TOKYO MX等播出的電視動畫《刀劍神域 Alicization War of Underworld》最終章（第2期）決定，電視及網絡均延至7月開播[95]。
- 4月13日，5日起在TOKYO MX等播出的電視動畫《IDOLiSH7》第2期《IDOLiSH7 Second BEST!》宣布，考慮到COVID-19疫情對制作日程的影響，第5話起延期播出[96][97]。
- 4月13日，原定於25日開播的電視動畫《卡片鬥爭!! 先導者外傳 -if-》宣布，延至5月開播[98]。5月13日，宣布30日開播[99]。
- 4月15日，在AT-X等播出的動畫《放學後堤防日誌》宣布，第4話起延期播出。本作的Blu-ray、DVD全3卷發售日亦宣布延期，《放學後堤防日誌 Vol.1》由6月26日改至9月25日，《放學後堤防日誌 Vol.2》由7月29日改至10月28日，《放學後堤防日誌 Vol.3》由8月26日改至11月25日[100][101]。
- 4月17日，在富士電視台等播出的動畫《富豪刑事 Balance:UNLIMITED》宣布，第3話起延期播出[102]。10日起在AT-X等播出的動畫《天晴爛漫！》宣布，第4話起延期播出[103][104]。
- 4月19日，在東京電視台等播出的動畫《寶可夢 旅途》宣布，由於部分制作工作因緊急事態宣言暫停，26日起改為重播[105][106]。
- 4月20日，東映動畫制作的電視動畫《Healin' Good ♥ 光之美少女》（ABC電視台/朝日電視台系列）、《數碼暴龍大冒險：》、《ONE PIECE》（後2部在富士電視台等播出）宣布，因應COVID-19安全措施，26日起改為重播過去話數（數碼暴龍改為重播上一檔節目《鬼太郎》）[107][108]。
- 4月21日，在東京電視台等播出的電視動畫《BORUTO-火影新世代-NARUTO NEXT GENERATIONS-》宣布，5月3日起的新作延期播出[109]。
- 4月23日宣布，原定於7月開始重播的《約定的夢幻島》第1期延至10月重播，原定於10月開播的《約定的夢幻島》第2期延至2021年開播，4月起播出的《富豪刑事 Balance:UNLIMITED》，3話起延至7月16日繼續播放[110][111][112]。
- 4月24日，原定於7月開播的電視動畫《魔法科高中的劣等生》来訪者篇受COVID-19影響，延至10月開播[113]。
- 4月24日，4日起在東京電視台等播出的電視動畫《文豪與鍊金術師 ～審判的齒輪～》宣布，第4話延至5月8日播出[114][115]。
- 4月25日，在富士電視台等播出的電視動畫《櫻桃小丸子》宣布，暫停播放新作動畫，5月3日起改為重播過去話數[116]。
- 4月25日，4月起在NHK播出的電視動畫《棒球大聯盟2nd》第2季宣布，第5話起延期播出，5月2日起重播第1話至第4話[117]。
- 4月26日，在NHK播出的電視動畫《王者天下》及在東京電視台等播出的電視動畫《夢夢貓》宣布，第5話起延期播出[118][119][120]。
- 4月27日，在東京電視台綜藝節目《Oha Suta》播出的短篇動畫《女學。～聖女斯克威爾學院～》宣布，第5話起延期播出[121]。在東京電視台等播出的電視動畫《黑色五葉草》自第133話起延期播出，同日起從第1話開始重播[122]。
- 5月1日，在東京電視台等播出的電視動畫《遊戲王SEVENS》宣布，考慮到COVID-19安全措施，9日起改為重播過去話數[123]。
- 5月4日，4月起在TOKYO MX等播出的電視動畫《別冊奧林匹克之環》宣布，第5話起延至6月22日播出[124]。
- 5月7日，原定於10月開播的電視動畫《五等分的新娘》第2期宣布，因COVID-19疫情影響，延至2021年1月開播[125]。
- 5月11日，在富士電視台播出的電視動畫《暖暖日記》暫停播放新作動畫，5月16日起改為從第160話重播[126]。
- 5月12日，4月11日起在TOKYO MX等播出的電視動畫《食戟之靈》第5期《食戟之靈 豪之皿》宣布，第3話起延至7月後播出[127][128]。
- 5月12日，4日起在TOKYO MX等播出的電視動畫《辣妹與恐龍》宣布，第8話起延期播出[129]。
- 5月15日，原定於7月開播的電視動畫《惡玉Drive》宣布，延至10月開播[130]。
- 5月20日，原定於7月開播的電視動畫《催眠麥克風 -Division Rap Battle- Rhyme Anima》宣布，延至10月開播[131]。
- 5月21日，在東京電視台系列等播出的電視動畫《索斯機械獸 激戰本能 ZERO》宣布，第33話起延期播出，原定播出第33話的5月29日及其後播出日改播精選集[132]。
- 5月22日，原定於7月開播的電視動畫《戰翼Sigrdrifa》宣布，延至10月開播[133][134]。
- 5月22日，原定於7月開播的電視動畫《前說!》宣布，延至10月開播[133][135]。
- 5月22日，原定於7月開播的電視動畫《寒蟬鳴泣之時》宣布延期播出[136][137]。
- 5月22日，原定於7月在《Super Animeism》時段播出的電視動畫《排球少年！！》第4期《排球少年！！ TO THE TOP》第2部宣布延期播出[138]。原定在《Animeism》時段播出的《出租女友》成為替補節目，填補空白[139]。
- 5月22日，原定於5月在長崎文化放送、YouTube播出的短篇動畫《巨神與冰華之城》宣布延期播出[140][141]。
- 5月25日，4月11日起在讀賣電視台等播出的電視動畫《噴嚏大魔王2020》決定，第8話起延至6月20日後播出，5月30日起改為從第1話重播[142]。
- 5月25日，原定於7月開播的電視動畫《Skate-Leading Stars》宣布延期播出[133][143]。
- 5月28日，原定於7月開播的電視動畫《EX-ARM》宣布，延至2020年秋季後開播[144]。
- 5月28日宣布，原定於10月開播的電視動畫《關於我轉生變成史萊姆這檔事》第2期第1部延至2021年1月，原定於2021年4月開播的第2期第2部延至2021年7月，原定於2021年1月開播的《轉生史萊姆日記 關於我轉生變成史萊姆這檔事》延至2021年4月播出[145]。
- 5月28日，原定於7月開播的電視動畫《Assault Lily BOUQUET》宣布，延至10月開播[146][147]。
- 5月30日，原定於7月開播的電視動畫《在地下城尋求邂逅是否搞錯了什麼》第3期《在地下城尋求邂逅是否搞錯了什麼Ⅲ》宣布，延至10月開播[148][149]。
- 6月10日，原定於7月開播的電視動畫《滿溢的水果塔》宣布，因COVID-19影響，延至10月開播[150][151]。
- 6月15日，原定於10月開播的電視動畫《記錄的地平線》第3季《記錄的地平線　圓桌崩壞》宣布，因COVID-19疫情影響，延至2021年1月開播[152][153]。
- 6月19日，原定於7月開播的電視動畫《池袋西口公園》宣布，因COVID-19疫情影響，延至10月開播[154]。
- 6月26日，原定於2020年内開播的電視動畫《轉生成蜘蛛又怎樣！》宣布，考慮到COVID-19疫情擴大對制作日程的影響，延至2021年1月開播[155][156]。

### 廣告
- 2020年2月起，出於各主題公園及設施關閉，活動取消或延期，除菌相關商品售罄且生產能力不足等各種因素，商業電視台、電台有不少普通廣告取消播出，改為播放AC Japan的公共廣告[157]。
- 部分地區的商業電視台、電台與當地地方局共同制作防疫策略公益廣告並播放[158]。